# Souchez-Gletscher
Der Souchez-Gletscher ist ein etwa 27 km langer Gletscher in der antarktischen Ross Dependency. Im Königin-Maud-Gebirge fließt er vom Mount Crockett nach Süden entlang der Ostseite des Faulkner Escarpment, dann nach Südosten parallel zur Südwestflanke der Hays Mountains. Er geht südlich des Mount Dietz in den Bartlett-Gletscher über. 
Das Advisory Committee on Antarctic Names  benannte ihn 1967 nach dem Belgier Roland A. Souchez (1938–2024), der in den Jahren 1965 bis 1966 an geologischen Studien auf der McMurdo Station beteiligt war.